# Andorra i olympiska sommarspelen 2008
Andorra deltog vid de olympiska sommarspelen 2008 i Peking, Kina.

## Friidrott
- Huvudartikel: Friidrott vid olympiska sommarspelen 2008

Förkortningar
- Noteringar – Placeringarna avser endast löparens eget heat
- Q = Kvalificerad till nästa omgång
- q = Kvalificerade sig till nästa omgång som den snabbaste idrottaren eller, i fältgrenarna, via placering utan att uppnå kvalgränsen.
- NR = Nationellt rekord
- N/A = Omgången ingick inte i grenen
- Bye = Idrottaren behövde inte delta i denna omgång

Herrar
Bana och landsväg
| Idrottare      | Gren    | Final    | Final     |
| Idrottare      | Gren    | Resultat | Placering |
| -------------- | ------- | -------- | --------- |
| Antoni Bernadó | Maraton | 2:26:29  | 58        |

Damer
Bana & landsväg
| Idrottare        | Gren  | Heat     | Heat      | Kvartsfinal      | Kvartsfinal      | Semifinal        | Semifinal        | Final            | Final            |
| Idrottare        | Gren  | Resultat | Placering | Resultat         | Placering        | Resultat         | Placering        | Resultat         | Placering        |
| ---------------- | ----- | -------- | --------- | ---------------- | ---------------- | ---------------- | ---------------- | ---------------- | ---------------- |
| Montserrat Pujol | 100 m | 12,73    | 7         | Gick inte vidare | Gick inte vidare | Gick inte vidare | Gick inte vidare | Gick inte vidare | Gick inte vidare |

## Judo
Herrar
| Idrottare     | Gren                   | Inledande omgång     | Sextondelsfinal             | Åttondelsfinal       | Kvartsfinal          | Semifinal            | Återkval 1           | Återkval 2                | Återkval 3           | Final / BM           | Final / BM       |                  |
| Idrottare     | Gren                   | Motståndare Resultat | Motståndare Resultat        | Motståndare Resultat | Motståndare Resultat | Motståndare Resultat | Motståndare Resultat | Motståndare Resultat      | Motståndare Resultat | Motståndare Resultat | Placering        |                  |
| ------------- | ---------------------- | -------------------- | --------------------------- | -------------------- | -------------------- | -------------------- | -------------------- | ------------------------- | -------------------- | -------------------- | ---------------- | ---------------- |
| Daniel García | Halv lättvikt (-66 kg) | BYE                  | Arencibia (CUB) L 0000–1010 | Gick inte vidare     | Gick inte vidare     | Gick inte vidare     | Gick inte vidare     | El Hady (EGY) L 0001–1001 | Gick inte vidare     | Gick inte vidare     | Gick inte vidare | Gick inte vidare |

## Kanotsport
Slalom
| Montserrat García Riberaygua | Damernas K-1 slalom | 166.67 | 21 | 102.26 | 11 | 268.93 | 20 | Gick inte vidare | Gick inte vidare | Gick inte vidare | Gick inte vidare | Gick inte vidare | Gick inte vidare |

## Simning
- Huvudartikel: Simning vid olympiska sommarspelen 2008